# 亚硫酸镁
亚硫酸镁是亚硫酸的镁盐，化学式MgSO
3。其最常见的水合形式有6个水分子，使其成为六水合物MgSO
3 ·6H
2O。加热到40 °C（104 °F）以上时，将脱水成三水合亚硫酸镁（MgSO
3 ·3H
2O）。 无水形式易潮解，这意味着它很容易从空气中吸收水分。 

## 请参见
- 亚硫酸钙
- 硫酸镁 ，又名泻盐